# Скерішоара (комуна, Алба)
Скерішоара (рум. Scărișoara) — комуна у повіті Алба в Румунії. До складу комуни входять такі села (дані про населення за 2002 рік):
- Бирлешть (32 особи)
- Ботешть (19 осіб)
- Лезешть (106 осіб)
- Леспезя (103 особи)
- Мацей (50 осіб)
- Неджешть (151 особа)
- Прелука (78 осіб)
- Рунк (167 осіб)
- Скерішоара (734 особи) — адміністративний центр комуни
- Сфоартя (102 особи)
- Тринчешть (30 осіб)
- Фаца-Лезешть (96 осіб)
- Флорешть (37 осіб)
- Штіулець (145 осіб)

Комуна розташована на відстані 336 км на північний захід від Бухареста, 68 км на північний захід від Алба-Юлії, 65 км на південний захід від Клуж-Напоки, 148 км на північний схід від Тімішоари.

## Населення
За даними перепису населення 2002 року у комуні проживали 1850 осіб.
Національний склад населення комуни:
| Національність | Кількість осіб | Відсоток |
| -------------- | -------------- | -------- |
| румуни         | 1622           | 87,7%    |
| цигани         | 227            | 12,3%    |
| угорці         | 1              | 0,1%     |

Рідною мовою назвали:
| Мова      | Кількість осіб | Відсоток |
| --------- | -------------- | -------- |
| румунська | 1847           | 99,8%    |
| циганська | 2              | 0,1%     |
| угорська  | 1              | 0,1%     |

Склад населення комуни за віросповіданням:
| Релігія       | Кількість осіб | Відсоток |
| ------------- | -------------- | -------- |
| православні   | 1841           | 99,5%    |
| п'ятдесятники | 9              | 0,5%     |